# Mare Orientale
Mare Orientale (på svenska ungefär Östra havet, trots att det ligger på månens västra sida) är ett slättområde på månen belägen på gränsen mellan fram- och baksidan. Slättområdena bildades då stora meteoriter slog ned i månens ursprungliga skorpa och de kratrar som då bildades fylldes med flytande lava från månens inre. Mare Orientales diameter är ca 300 kilometer.
Mare Orientale omges av två ringformiga bergskedjor, en yttre som heter Montes Cordillera och en inre som heter Montes Rook.

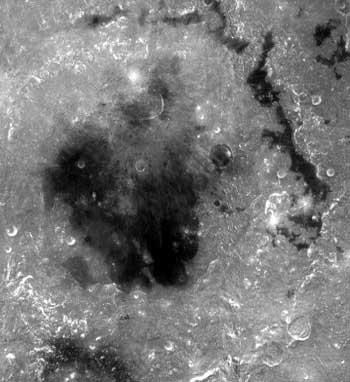